# Spirefossen
Spirefossen er  et vandfald i Myklebustdalen i Breimdalen i Gloppen kommune i Vestland fylke i Norge. Det falder  690 meter fra Myklebustbreen ned til søen Sanddalsvatnet. I samme område ligger den endnu højere Strupenfossen.